# Niederscherf
Niederscherf ist ein Wohnplatz in Oberodenthal in der Gemeinde Odenthal im Rheinisch-Bergischen Kreis.

## Lage und Beschreibung
Niederscherf liegt im Scherfbachtal nördlich von Wiebershausen.

## Geschichte
Die Topographia Ducatus Montani des Erich Philipp Ploennies, Blatt Amt Miselohe, belegt, dass der Wohnplatz 1715 als Freyhof kategorisiert wurde und mit n. Scherf bezeichnet wurde. Carl Friedrich von Wiebeking benennt die Hofschaft auf seiner Charte des Herzogthums Berg 1789 als Nieder Scherven. Aus ihr geht hervor, dass Niederscherf zu dieser Zeit Teil von Oberodenthal in der Herrschaft Odenthal war.
Unter der französischen Verwaltung zwischen 1806 und 1813 wurde die Herrschaft aufgelöst und Niederscherf wurde politisch der Mairie Odenthal im Kanton Bensberg zugeordnet. 1816 wandelten die Preußen die Mairie zur Bürgermeisterei Odenthal im Kreis Mülheim am Rhein.
Der Ort ist auf der Topographischen Aufnahme der Rheinlande von 1824 als Nieder Scherf und auf der Preußischen Uraufnahme von 1840 als Nieder Scherf verzeichnet. Ab der Preußischen Neuaufnahme von 1892 ist er auf Messtischblättern regelmäßig als Niederscherf oder ohne Namen verzeichnet.
| Jahr | Einwohner | Wohn-gebäude | Kategorie             | Bemerkung              |
| ---- | --------- | ------------ | --------------------- | ---------------------- |
| 1822 | 11        |              | Hof                   | genannt Nieder-Scherve |
| 1830 | 16        |              | Hof                   | genannt Nieder-Scherve |
| 1845 | 10        | 2            | Kotten und Ackergüter | genannt Nieder-Scherve |
| 1871 | 3         | 1            | Pachtgüter            |                        |
| 1885 | 5         | 1            | Wohnplatz             |                        |
| 1895 | 5         | 1            | Wohnplatz             |                        |
| 1905 | 8         | 1            | Wohnplatz             |                        |